# Аустрија на Европском првенству у атлетици на отвореном 2010.
Аустрија је учествовала на Европском првенству 2010. одржаном у Барселони, Шпанија, од 27. јула до 1. августа са 15 спортиста (11 мушкараца и 4 жене). који су се такмичили у 12 дисцилина.
Аустријски представници нису освојили ниједну медаљу, а најбољи пласман је остварио тркач на 1.500 метара Андреас Војта који је освојио 11 место.

## Учесници
| Дисциплина       | Мушкарци                                           | Жене                          | Укупно |
| ---------------- | -------------------------------------------------- | ----------------------------- | ------ |
| 100 м            | Ryan Moseley                                       |                               | 1      |
| 200 м            | Ryan Moseley                                       | Дорис Резер                   | 2      |
| 400 м            | Клеменс Целер                                      |                               | 1      |
| 800 м            | Андреас Рапац                                      |                               | 1      |
| 1.500 м          | Андреас Војта                                      |                               | 1      |
| 10.000 м         | Михаел Шмид                                        |                               | 1      |
| 100 м препоне    |                                                    | Викторија Шрајбајс Беате Шрот | 2      |
| 3.000 м препреке | Мартин Прел                                        |                               | 1      |
| Маратон          | Кристијан Пфлигл Флоријан Прилер Гинтер Вајдлингер |                               | 3      |
| Бацање диска     | Герхард Мајер                                      |                               | 1      |
| Бацање копља     |                                                    | Елизабет Пауер                | 1      |
| Десетобој        | Роланд Шварцл                                      |                               | 1      |
| Укупно           | 11                                                 | 4                             | 15     |

## Резултати

### Мушкарци
| Атлетичар         | Дисциплина       | Лични рекорд | Група             | Група             | Полуфинале        | Полуфинале        | Финале            | Финале            | Детаљи                                 |
| Атлетичар         | Дисциплина       | Лични рекорд | Резултат          | Место             | Резултат          | Место             | Резултат          | Место             | Детаљи                                 |
| ----------------- | ---------------- | ------------ | ----------------- | ----------------- | ----------------- | ----------------- | ----------------- | ----------------- | -------------------------------------- |
| Ryan Moseley      | 100 м            | 10,18        | 10,36             | 2. у гр. 4 КВ     | 10,27             | 4. у пф 2         | Није се пласирао  | 9. / 35 (36)      | [ мртва веза ]                         |
| Ryan Moseley      | 200 м            | 20,83        | 21,06             | 6. у гр. 2        | Није се пласирао  | Није се пласирао  | Није се пласирао  | 22./31 (32)       | Архивирано на веб-сајту (9. јун 2012)  |
| Клеменс Целер     | 400 м            | 45,69        | Није завршио трку | Није завршио трку | Није завршио трку | Није завршио трку | Није завршио трку | Није завршио трку | Архивирано на веб-сајту (6. јун 2012)  |
| Андреас Рапац     | 800 м            | 1:48,12      | 1:51,55           | 6. у гр. 3        | Није се пласирао  | Није се пласирао  | Није се пласирао  | 23. / 31 (32)     | Архивирано на веб-сајту (6. јун 2012)  |
| Андреас Војта     | 1.500 м          |              | 3:42,16           | 5. у гр. 2 кв     |                   |                   | 3:45,68           | 9. / 35 (36)      | Архивирано на веб-сајту (9. јун 2012)  |
| Михаел Шмид       | 10.000 м         |              |                   |                   |                   |                   | Није завршио трку | Није завршио трку | Архивирано на веб-сајту (6. јун 2012)  |
| Мартин Прел       | 3.000 м препреке | 8:13,74      | 8:41,63           | 10. у гр. 2       |                   |                   | Није се пласирао  | 19. / 23 (24)     | Архивирано на веб-сајту (9. јун 2012)  |
| Гинтер Вајдлингер | маратон          | 2:10:47      |                   |                   |                   |                   | 2:23:37           | 18. /45 (64)      | Архивирано на веб-сајту (29. јул 2010) |
| Кристијан Пфлигл  | маратон          | 2:19:56      | 2:53:15           | 44. /45 (64)      |                   |                   |                   |                   | Архивирано на веб-сајту (29. јул 2010) |
| Флоријан Прилер   | маратон          | 2:20:57      | Није завршио трку | Није завршио трку |                   |                   |                   |                   | Архивирано на веб-сајту (29. јул 2010) |
| Герхард Мајер     | бацање диска     | 65,24        | 60,76             | 7. у гр. Б        |                   |                   | Није се пласирао  | 15. / 32          | Архивирано на веб-сајту (9. јун 2012)  |

#### Десетобој
| Десетобој     | Дисциплине  | Роланд Шварцл | Роланд Шварцл | Роланд Шварцл |
| Десетобој     | Дисциплине  | Резултат      | Бодови        | Пласман       |
| ------------- | ----------- | ------------- | ------------- | ------------- |
|               | 100 м       | 11,23 (=ЛРС)  | 810           | 20            |
| Скок удаљ     | 7,68 (ЛР)   | 980           | 3             |               |
| Бацање кугле  | 14,16       | 738           | 14            |               |
| Скок увис     | 1,86        | 679           | 24            |               |
| 400 м         | 50,16 (ЛРС) | 807           | 18            |               |
| 110 м препоне | 14,70       | 886           | 11            |               |
| Бацање диска  | 44,22       | 751           | 12            |               |
| Скок мотком   | 5,05        | 926           | 4             |               |
| Бацање копља  | 49,86       | 587           | 21            |               |
| 1.500 м       | 4:58,69     | 567           | 16            |               |
| Укупно        |             |               | 7.731         | 14 /27        |

### Жене
| Атлетичар          | Дисциплина    | Лични рекорд | Група            | Група            | Полуфинале        | Полуфинале        | Финале            | Финале            | Детаљи                                 |
| Атлетичар          | Дисциплина    | Лични рекорд | Резултат         | Место            | Резултат          | Место             | Резултат          | Место             | Детаљи                                 |
| ------------------ | ------------- | ------------ | ---------------- | ---------------- | ----------------- | ----------------- | ----------------- | ----------------- | -------------------------------------- |
| Дорис Резер        | 200 м         | 24,23        | 24,32            | 6. у гр. 2       | Није се пласирала | Није се пласирала | Није се пласирала | 23/25 (26)        | Архивирано на веб-сајту (9. јун 2012)  |
| Викторија Шрајбајс | 100 м препоне | 13,19        | 13.23            | 5. у гр. 3 кв    | 13,41             | 7. у пф. 2        | Није се пласирала | = 14. /27 (28)    | Архивирано на веб-сајту (12. јун 2012) |
| Беате Шрот         | 100 м препоне | 13,29        | Дисквалификована | Дисквалификована | Није се пласирала | Није се пласирала | Није се пласирала | Није се пласирала | Архивирано на веб-сајту (9. јун 2012)  |
| Елизабет Пауер     | бацање копља  | 61,43        | 53,45            | 10. у гр. Б      |                   |                   | Није се пласирала | 16. / 19 (21)     | Архивирано на веб-сајту (6. јун 2012)  |